# 西宮ブルーインズ
西宮ブルーインズ（英: Nishinomiya Bruins）は、兵庫県西宮市の社会人アメリカンフットボールチーム（クラブチーム）。X2所属。

## 歴史
1988年、阪急百貨店の社員12名により同好会として発足。
1990年に日本社会人アメリカンフットボール協会に加盟。
1991年、西日本ブロック1部所属。
2002年は前年度入れ替え戦に勝利、X-WEST昇格。2004年度の入れ替え戦でX2に降格。
2011年はX2で優勝。X-X2入替戦で富士ゼロックスJ-Starsに25-5で勝利、X昇格を決める。
2012年にクラブチームへの体制変更に伴い、本拠地を西宮市に移し「西宮ブルーインズ」に名称変更。
2015年は前年の入れ替え戦に勝利したが、クラブ経営再建のためX2へ自主降格。